# Wahlergebnisse des Landesrings bei Parlamentswahlen
Der Landesring der Unabhängigen (LdU) beteiligte sich erstmals bei den Eidgenössischen Parlamentswahlen 1939, zum letzten Mal bei den Parlamentswahlen 1999 als politische Gruppierung. Im Jahr 1935 errang die neu gegründete Bewegung um Gottlieb Duttweiler zwar auf Anhieb 7 Sitze im Nationalrat, doch wurde die Partei formell erst 1936 gegründet. Zeitweise stellte der LdU – jeweils im Kanton Zürich – auch einen Sitz im Ständerat.

## Übersicht
Die folgende Tabelle gibt Auskunft über die Wähleranteile, die Stimmen sowie die Sitze des LdU anlässlich der Wahlen.
| Jahr | Nationalrat Stimmen | Nationalrat Wähleranteil | Nationalrat Sitze | Ständerat Sitze |
| ---- | ------------------- | ------------------------ | ----------------- | --------------- |
| 1935 | 37'861              | 4,14 %                   | 7                 | 0               |
| 1939 | 43'735              | 7,07 %                   | 9                 | 0               |
| 1943 | 41'635              | 4,73 %                   | 6                 | 0               |
| 1947 | 42'428              | 4,42 %                   | 8                 | 0               |
| 1951 | 49'100              | 5,11 %                   | 10                | 0               |
| 1955 | 53'450              | 5,48 %                   | 10                | 0               |
| 1959 | 54'049              | 5,50 %                   | 10                | 0               |
| 1963 | 48'224              | 5,01 %                   | 10                | 0               |
| 1967 | 89'950              | 9,05 %                   | 16                | 1               |
| 1971 | 150'684             | 7,63 %                   | 13                | 1               |
| 1975 | 116'349             | 6,06 %                   | 11                | 1               |
| 1979 | 73'895              | 4,07 %                   | 8                 | 0               |
| 1983 | 77'745              | 4,00 %                   | 9                 | 0               |
| 1987 | 80'099              | 4,17 %                   | 9                 | 1               |
| 1991 | 61'176              | 3,03 %                   | 5                 | 1               |
| 1995 | 34'375              | 1,83 %                   | 3                 | 1               |
| 1999 | 14'063              | 0,72 %                   | 1                 | 0               |

## Weitere Wahlen und Mandate
Bei den Nationalratswahlen 1999 erreichte noch ein Vertreter des LdU einen Sitz im Nationalrat: Roland Wiederkehr (1987–2003 im Nationalrat). Er behielt sein Mandat auch nach der Auflösung des LdU bis zum Ablauf der Legislaturperiode.
Bei den Nationalratswahlen 2003 errang ein Ableger des Landesrings, das Freie Forum, 3317 Stimmen (0,16 %). Die Partei trat nur im Kanton Zürich an und errang keinen Sitz mehr.
Die Partei trat jeweils in drei bis elf Kantonen zur Wahl an. Die drei höchsten Wahlanteile: 23,0 % (Kanton Zürich, 1967), 22,1 % (Kanton Schaffhausen, 1959) und 18,8 % (Kanton Zürich, 1947).
In allen Kantonen:
- Kanton Zürich 23,0 % (1967)
- Kanton Schaffhausen 22,1 % (1959)
- Kanton Basel-Landschaft 17,0 % (1943)
- Kanton Basel-Stadt 15,8 % (1967)
- Kanton Genf 12,1 % (1967)
- Kanton Aargau 11,7 % (1967)
- Kanton St. Gallen 10,2 % (1983)
- Kanton Luzern 8,7 % (1971)
- Kanton Bern 7,4 % (1967)
- Kanton Solothurn 7,2 % (1967)
- Kanton Thurgau 6,6 % (1975)
- Kanton Waadt 4,4 % (1943)
- Kanton Neuenburg 3,5 % (1983)
- Kanton Wallis 1,4 % (1967)
- Kanton Graubünden 1,1 % (1995)

Von 1979 bis 1999 bildete der Landesring auf Bundesebene jeweils eine Fraktion mit der EVP.
Der Ständeratssitz (im Kanton Zürich) wurde von Gottlieb Duttweiler in einer Nachwahl im Jahr 1949 errungen. Der Ständeratssitz von Monika Weber ging nach ihrem Rücktritt 1998 verloren. Somit stellte der Landesring von 1949–1951, 1967–1979 und von 1987–1998 eine Vertretung im Ständerat.